# 俄亥俄瓦 (內布拉斯加州)
俄亥俄瓦（英語：Ohiowa）是位於美國內布拉斯加州菲爾莫爾縣的村。

## 人口
根據2020年美國人口普查的數據，俄亥俄瓦的面積為0.65平方千米，皆為陸地。當地共有人口122人，而人口密度為每平方千米188人。